# ام‌تی‌وی ساحل فلوریباما
ام‌تی‌وی ساحل فلوریباما (انگلیسی: MTV Floribama Shore) یک مجموعه تلویزیون واقع‌نما آمریکایی است که از ۲۷ نوامبر ۲۰۱۷ در ایالات متحده پخش می‌شود. این مجموعه جانشین ساحل جرسی می‌باشد. محل فیلم‌برداری این مجموعه در بخش ساحلی شمال غربی فلوریدا به سمت آلاباما گرفته شده‌است. مجموعه ام‌تی‌وی ساحل فلوریباما روایت هشت جوان بزرگسال که در طول تابستان در ساحل خلیج در پاناما سیتی که در کنار هم زندگی می‌کنند می‌باشد. در طول این مدت، آن‌ها فیلم‌های مهمانی نگاه می‌کنند، کار و زندگی در یک محیط جدید را با هم تجربه می‌کنند.

## بازیگران
| نام           | محل تولد                 | قومیت | زندگی‌نامه |
| ------------- | ------------------------ | ----- | --------- |
| جرمیا بوونی   | کلرمونت، فلوریدا         |       |           |
| کودی باتس     | کارولینای جنوبی          |       |           |
| کورتنی گیلسون | پاناما سیتی بیچ، فلوریدا |       |           |
| اِمی هول       | پریدیدو، آلاباما         |       |           |
| کرک مدس       | آتلانتا                  |       |           |
| نیلسا پروانت  | پاناما سیتی بیچ، فلوریدا |       |           |
| کاندیس رایس   | ممفیس (تنسی)             |       |           |
| گاس منیوس     | تالاهاسی                 |       |           |

## قسمت‌ها
| شماره قسمت | عنوان                      | تاریخ پخش      | بینندگان ایالات متحده (میلیون) |
| ---------- | -------------------------- | -------------- | ------------------------------ |
| ۱          | «Eat, Pray, Party!»        | ۲۷ نوامبر ۲۰۱۷ | ۰٫۸۵                           |
| ۲          | «Plunger Envy»             | ۲۷ نوامبر ۲۰۱۷ | ۰٫۷۹                           |
| ۳          | «Dollar Draft Beer People» | ۴ دسامبر ۲۰۱۷  | ۰٫۷۹                           |
| ۴          | «Home Sweet Home to Me»    | ۱۱ دسامبر ۲۰۱۷ | نامشخص                         |